# Chū shōgi
Le chū shōgi (中将棋, litt. « shōgi intermédiaire ») est une variante du shogi originaire du Japon. Il est semblable au shōgi moderne (parfois appelé échecs japonais) par ses règles et son mode de jeu. Son nom signifie "shōgi de taille moyenne", depuis l'époque où trois tailles de variantes de shōgi étaient pratiquées régulièrement. Le chu shogi semble avoir été développé au début du XIVe siècle comme un dérivé du dai shōgi (« grand shōgi »). Il existe des références plus anciennes mais il n'est pas clair s'il s'agit de références au jeu que nous connaissons aujourd'hui. Avec moins de pièces que le dai shōgi, le jeu était considéré comme plus excitant. Il était encore joué couramment au Japon au début du XXe siècle, en particulier à Kyoto, mais est maintenant pratiquement disparu. Il a pourtant gagné quelques adhérents en occident. L'ouvrage de référence en anglais est le Middle Shōgi Manual (« Manuel de shōgi intermédiaire ») de George Hodges.

## Règle du jeu

### But
Le but du jeu est de capturer le roi adverse et, s'il existe, le prince héritier, qui compte comme un deuxième roi; ou bien de capturer toutes les autres pièces en ne laissant qu'un roi ou un prince héritier nu. À la différence du shôgi standard, les pièces ne peuvent pas être réutilisées après leur capture.

### Mode de jeu
Deux joueurs jouent chacun leur tour, avec Noir jouant le premier. (Les pièces ne sont pas différenciées par leur couleur ; les termes traditionnels d'échecs "Noir" et "Blanc" ne sont employés que pour indiquer qui joue en premier et pour différencier les côtés pendant les discussions sur la partie). Un coup consiste à déplacer une pièce soit sur une case vide du plateau soit sur une case occupée par une pièce adverse, la capturant par la même occasion ; et éventuellement à promouvoir la pièce déplacée si la zone de départ et/ou d'arrivée de la pièce est dans la zone de promotion.

### Équipement de jeu
Deux joueurs, Noir et Blanc (ou 先手 sente et 後手 gote), jouent sur un plateau divisé en 12 lignes et 12 colonnes. Les cases ne sont différenciées par aucune marque ou couleur, contrairement au plateau d'échecs occidentaux.
Chaque joueur dispose de 46 pièces de 21 types différents, et chaque pièces à son nom écrit dessus en kanji japonais. L'écriture est généralement en noir. Sur la face opposée de beaucoup de pièces est indiquée le nom de la pièce quand elle est promue, généralement en rouge. Les pièces sont d'une forme similaire à une cale et elle pointent en direction de l'adversaire. Les pièces sont de tailles légèrement différentes entre elles. De la plus grande à la plus petite (plus puissante à moins puissante), ce sont :
- 1 Roi
- 1 Roi rapide
- 1 Lion
- 2 Rois dragon
- 2 Chevaux dragon
- 2 Tours
- 2 Fous
- 1 Kirin
- 1 Phénix
- 1 Éléphant ivre
- 2 Tigres aveugles
- 2 Léopards enragés
- 2 Généraux d'or
- 2 Généraux d'argent
- 2 Généraux de bronze
- 2 Déplaceurs verticaux
- 2 Déplaceurs horizontaux
- 2 Chariots inversés
- 2 Lances
- 2 Intermédiaires
- 12 Pions

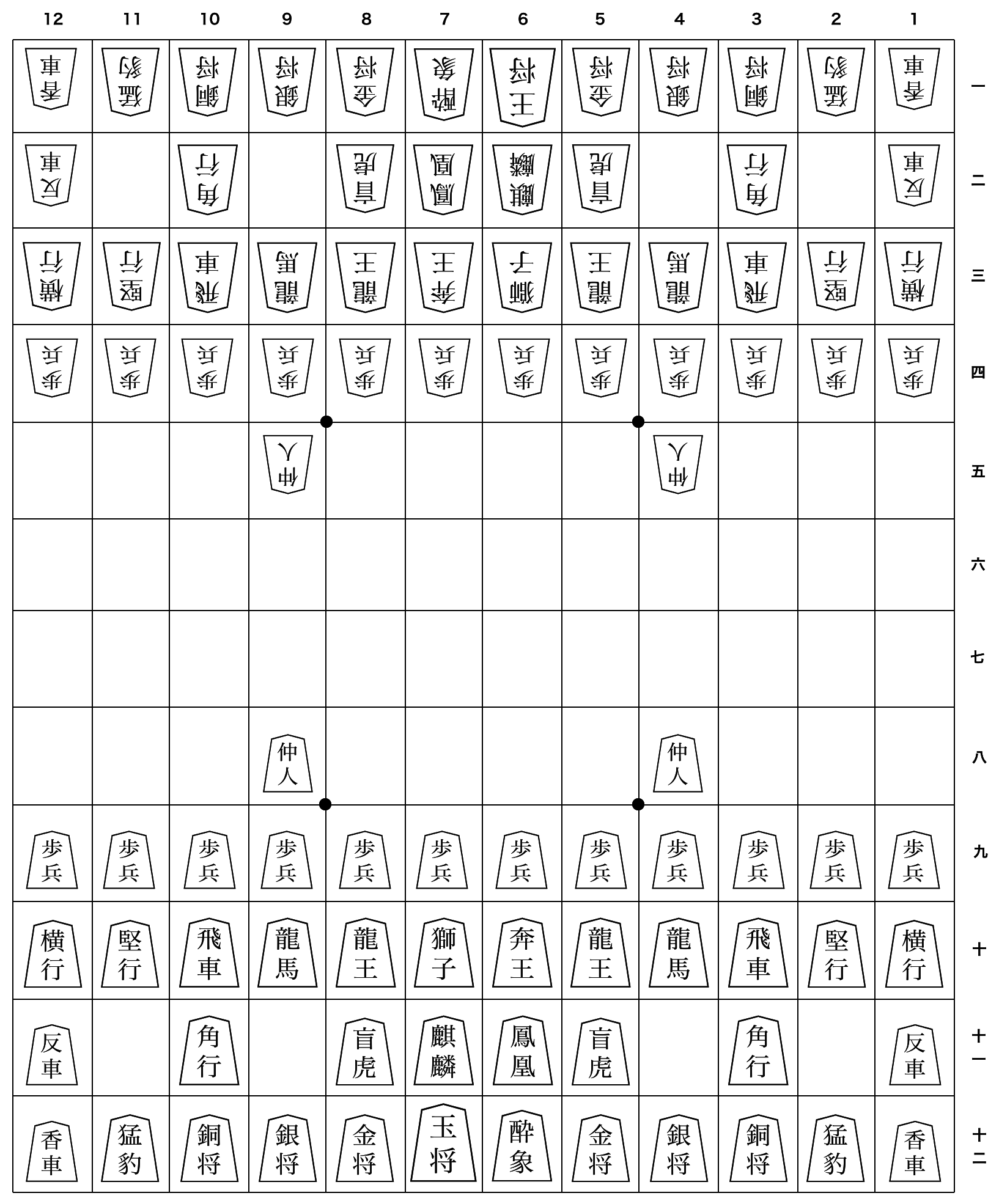
Disposition initiale avec le nom complet en kanji sur chaque pièce.

Plus bas sont énoncés les pièces du jeu et, si elles se promeuvent, les pièces qu'elles deviennent à la suite de la promotion. Les noms des pièces en français sont ici traduits depuis l'anglais ou parfois directement depuis le japonais et ne sont pas tous des traductions littérales (par exemple 飛車 pourrait être traduit par « chariot volant » au lieu de « tour »). Les noms sont plus ou moins standardisés en anglais mais pas encore officiellement en français. Les pièces sont rangées dans l'ordre alphabétique pour leur nom en français.
Les promotions ne s'appliquent qu'aux pièces qui commencent avec le grade écrits dans la colonne de gauche, c'est-à-dire avec le grade écrit en noir ; les pièces avec le même grade écrit en rouge ne peuvent pas se promouvoir en autre chose. Les pièces qui n'apparaissent qu'à la suite d'une promotion, c'est-à-dire qui n'existent qu'écrites en rouge, sont marquées d'un astérisque. Le roi, le roi rapide et le lion ne se promeuvent jamais.
| Nom des pièces       | Kanji | Romaji   | Abbrev. | Promotion                    |
| -------------------- | ----- | -------- | ------- | ---------------------------- |
| *aigle ascendant     | 飛鷲  | hijū     | 鷲      | (roi dragon promu)           |
| *baleine             | 鯨鯢  | keigei   | 鯨      | (chariot inversé promu)      |
| *bœuf volant         | 飛牛  | higyū    | 牛      | (déplaceur vertical promu)   |
| *cerf volant         | 飛鹿  | hiroku   | 鹿      | (tigre aveugle promu)        |
| chariot inversé      | 反車  | hensha1  | 反      | baleine                      |
| *cheval blanc        | 白駒  | hakku1   | 駒      | (lance promue)               |
| cheval dragon        | 龍馬  | ryūma1   | 馬      | faucon huppé                 |
| déplaceur horizontal | 横行  | ōgyō     | 横      | sanglier rapide              |
| déplaceur vertical   | 竪行  | shugyō   | 竪      | bœuf volant                  |
| éléphant ivre        | 酔象  | suizō    | 象      | prince héritier              |
| *faucon huppé        | 角鷹  | kakuō    | 鷹      | (cheval dragon promu)        |
| fou                  | 角行  | kakugyō  | 角      | cheval dragon                |
| général d'argent     | 銀将  | ginshō   | 銀      | déplaceur vertical           |
| général d'or         | 金将  | kinshō   | 金      | tour                         |
| général de bronze    | 銅将  | dōshō    | 銅      | déplaceur horizontal         |
| intermédiaire        | 仲人  | chūnin   | 仲      | éléphant ivre                |
| kirin                | 麒麟  | kirin    | 麒      | lion                         |
| lance                | 香車  | kyōsha   | 香      | cheval blanc                 |
| léopard enragé       | 猛豹  | mōhyō    | 豹      | fou                          |
| lion                 | 獅子  | shishi   | 獅      |                              |
| phénix               | 鳳凰  | hōō      | 鳳      | roi rapide                   |
| pion                 | 歩兵  | fuhyō    | 歩      | tokin (général d'or2)        |
| *prince héritier     | 太子  | taishi   | 太      | (éléphant ivre promu)        |
| roi (noir)           | 玉将  | gyokushō | 玉      |                              |
| roi (blanc)          | 王将  | ōshō     | 王      |                              |
| roi dragon           | 龍王  | ryūō     | 龍      | aigle ascendant              |
| roi rapide           | 奔王  | honnō1   | 奔      |                              |
| *sanglier rapide     | 奔猪  | honcho   | 猪      | (déplaceur horizontal promu) |
| tigre aveugle        | 盲虎  | mōko     | 虎      | cerf volant                  |
| tour                 | 飛車  | hisha    | 飛      | roi dragon                   |
| *tokin2              | と金  | tokin    | と      | (pion promu)                 |

1 Les noms 龍馬, 奔王, 反車 et 白駒 sont irréguliers. Les formes ryūme, hon’ō, hansha, et hakuku apparaissent parfois.
2 Dans beaucoup de présentation du chû shôgi, le pion est décrit comme se promouvant en général d'or ; le nom spécial tokin pour un pion promu dans ces descriptions est réservé au shôgi standard. Notez qu'il s'agit simplement d'une convention sur le nom et que cela ne fait aucune différence quant au mouvement de cette pièce.
| 12 | 11 | 10 | 9  | 8  | 7  | 6  | 5  | 4  | 3 | 2  | 1  |   |
| -- | -- | -- | -- | -- | -- | -- | -- | -- | - | -- | -- | - |
| L  | FL | C  | S  | G  | DE | K  | G  | S  | C | FL | L  | a |
| RC |    | B  |    | BT | Ph | Kr | BT |    | B |    | RC | b |
| SM | VM | R  | DH | DK | FK | Ln | DK | DH | R | VM | SM | c |
| p  | p  | p  | p  | p  | p  | p  | p  | p  | p | p  | p  | d |
|    |    |    | GB |    |    |    |    | GB |   |    |    | e |
|    |    |    |    |    |    |    |    |    |   |    |    | f |
|    |    |    |    |    |    |    |    |    |   |    |    | g |
|    |    |    | GB |    |    |    |    | GB |   |    |    | h |
| p  | p  | p  | p  | p  | p  | p  | p  | p  | p | p  | p  | i |
| SM | VM | R  | DH | DK | Ln | FK | DK | DH | R | VM | SM | j |
| RC |    | B  |    | BT | Kr | Ph | BT |    | B |    | RC | k |
| L  | FL | C  | S  | G  | K  | DE | G  | S  | C | FL | L  | l |

| Abréviation | Nom               |
| ----------- | ----------------- |
| B           | fou               |
| BT          | tigre aveugle     |
| C           | général de bronze |
| DE          | éléphant ivre     |
| DH          | cheval dragon     |
| DK          | roi dragon        |
| FK          | roi rapide        |

| Abréviation | Nom            |
| ----------- | -------------- |
| FL          | léopard enragé |
| G           | général d'or   |
| GB          | intermédiaire  |
| L           | lance          |
| Ln          | lion           |
| K           | roi            |
| Kr          | kirin          |

| Abréviation | Nom                  |
| ----------- | -------------------- |
| p           | pion                 |
| Ph          | phénix               |
| R           | tour                 |
| RC          | chariot inversé      |
| S           | général d'argent     |
| SM          | déplaceur horizontal |
| VM          | déplaceur vertical   |

Configuration du chû shogi. Pour une meilleure compréhension, les noms de la plupart des pièces sont abrégés en un seul kanji sur cette image. Dans un vrai jeu, les noms complets des pièces sont utilisés, comme montré plus haut.

Les abréviations anglaises sont gardées par défaut. Il n'existe pas de convention pour la langue française. La notation anglaise est alors considérée comme notation occidentale, de même que pour les échecs occidentaux.

### Promotion
La zone de promotion est le "camp ennemi", les quatre lignes les plus éloignées sur le plateau, qui sont principalement occupées par les pièces du joueur adverse quand les pièces sont disposées sur le plateau au départ. Quand une pièce qui peut être promue fait un mouvement dans la zone de promotion (que ce soit en entrant, sortant ou se déplaçant entièrement dans la zone), elle a la possibilité de se promouvoir en une pièce plus puissante. La promotion s'effectue en retournant la pièce après que le mouvement soit effectué, révélant ainsi son rang promu. La promotion n'est pas obligatoire si la pièce non-promue est encore capable de se déplacer au tour suivant, et parfois il peut être avantageux de laisser la pièce non-promue. La promotion est permanente et une pièce promue ne peut pas revenir à son état initial. Si une pièce n'est pas promue en entrant dans la zone de promotion, alors elle ne peut pas se promouvoir au tour suivant à moins d'effectuer une capture. Les pions sont une exception : si un pion n'est pas promu en entrant dans la zone de promotion, alors il ne peut pas être promu tant qu'il n'a pas atteint la dernière ligne du plateau.
Beaucoup de pièces se promeuvent en pièces qui existent déjà dans la configuration de départ. Pourtant une pièce promue ne peut pas se promouvoir une deuxième fois. Par exemple, un éléphant ivre se promeut en prince héritier. En revanche, un intermédiaire qui se promeut en éléphant ivre ne peut pas, par la suite, se promouvoir en prince héritier. Il reste un éléphant ivre pour le reste de la partie. C'est une évidence dans la mesure où il n'y a que deux faces pour chaque pièce.
Promouvoir une pièce a pour effet de modifier ses déplacements. Voir plus bas.
Si un pion ou une lance atteint la dernière ligne, il doit se promouvoir car sinon il n'aurait plus aucun mouvement légal.

### Mouvement des pièces
Une pièce opposée est capturée par déplacement : c'est-à-dire que si une pièce bouge sur une case occupée par une pièce opposée, la pièce opposée est déplacée en dehors du plateau de jeu. Une pièce ne peut pas se déplacer sur une case occupée par une pièce amicale, c'est-à-dire une pièce contrôlée par le joueur qui déplace.
Chaque pièce du jeu se déplace selon un schéma caractéristique. Les pièces bougent soit orthogonalement (c'est-à-dire en avant, en arrière, à gauche ou à droite, dans les directions d'un des bras du signe +) ou diagonalement (en direction d'un des bras du signe ×). Le lion est l'unique exception, en cela qu'il ne bouge pas nécessairement en ligne droite.
Comme indiqué précédemment, ce jeu est basé sur le dai shogi et toutes les pièces du jeu peuvent être trouvées dans le dai shogi. Les huit types de pièces qui ont été retirés se promouvaient tous en général d'or, ce qui rendait le jeu plus lent.
Si un pion ou une lance, qui ne peut ni reculer ni aller sur le côté, traverse le plateau jusqu'au bord opposé, il doit se promouvoir.
Beaucoup de pièces sont capables de plusieurs sortes de mouvement, le type de mouvement étant fonction de la direction vers laquelle elles se déplacent.
Les catégories de mouvement sont :

#### Marcheurs
Certaines pièces bougent seulement d'une case à la fois. Si une pièce amicale occupe une case adjacente, la pièce qui se déplace ne peut pas aller dans cette direction ; si une pièce opposée s'y trouve la pièce qui se déplace peut s'y déplacer et la capturer.
Les marcheurs sont le roi, l'éléphant ivre, les tigres aveugles, les léopards enragés, les généraux, les intermédiaires et les douze pions de chaque côté. Seuls le roi et le prince héritier peuvent potentiellement se déplacer dans les huit différentes directions.

#### Sauteurs
Certaines pièces peuvent sauter, c'est-à-dire passer par-dessus n'importe quelle pièce, qu'elle soit amie ou ennemie, sans qu'il n'y ait de conséquence. Il y a le lion, le kirin, le phénix, le faucon huppé et l'aigle ascendant. Seul le lion peut sauter dans toutes les directions.

#### Pièces de longue portée
Beaucoup de pièces peuvent se déplacer autant de cases que voulu orthogonalement ou diagonalement, limitées seulement par les bords du plateau. Si une pièce opposées est interposées, elle peut être capturée en se déplaçant sur sa case et en la retirant du plateau. Une pièce de longue portée doit s'arrêter sur la case où elle capture et ne peut pas traverser une pièce qui est sur son passage. Si une pièce amicale est interposée, la pièce qui se déplace ne peut pas aller plus loin que la case avant celle de la pièce amicale ; si la pièce amicale est adjacente, la pièce qui se déplace ne peut pas aller dans cette direction du tout.
Les pièces de longue portée sont le roi rapide, le roi dragon, le cheval dragon, la tour, le fou, le déplaceur vertical, le déplaceur horizontal, le chariot inversé, la lance et toutes les pièces qui n'apparaissent pas dans la configuration de départ. Seul le roi libre peut se déplacer à distance dans toutes les directions

#### Mouvement du lion (la capture multiple)
Le lion a une capacité de double capture, appelée le 'mouvement du lion', tout comme dans une moindre mesure l'aigle ascendant et le faucon huppé (roi dragon promu et cheval dragon promu). Les détails de ce puissant mouvement sont décrits plus bas.

#### Pièces individuelles
Les diagrammes ci-dessous indiquent le mouvement de chaque pièce. Les pièces sont listées dans l'ordre, de la ligne la plus éloignée à celle la plus proche. Les pièces avec le nom sur fond gris sont en jeu dès le début de la partie ; celle dont le nom est sur fond bleu n'apparaissent sur le plateau qu'en temps que pièces promues.
| Notation |                                                                                |
| ○        | Se déplace d'une case                                                          |
| ☆        | Saute sur une case non-adjacente, traversant n'importe quelle pièce interposée |
| │        | Se déplace en ligne droite d'autant de cases vides que désiré                  |
| ─        | Se déplace en ligne droite d'autant de cases vides que désiré                  |
| ＼       | Se déplace en ligne droite d'autant de cases vides que désiré                  |
| ／       | Se déplace en ligne droite d'autant de cases vides que désiré                  |
| !        | igui (capture sans se déplacer)                                                |

|  |  |    |  |  |
|  |  | ○  |  |  |
|  |  | 仲 |  |  |
|  |  | ○  |  |  |
|  |  |    |  |  |

|  |  |    |  |  |
|  |  | ○  |  |  |
|  |  | 歩 |  |  |
|  |  |    |  |  |
|  |  |    |  |  |

|   |   |    |   |   |
|   |   | ○  |   |   |
| ─ | ─ | 横 | ─ | ─ |
|   |   | ○  |   |   |
|   |   |    |   |   |

|  |   | │  |   |  |
|  |   | │  |   |  |
|  | ○ | 竪 | ○ |  |
|  |   | │  |   |  |
|  |   | │  |   |  |

| ＼ |    |    |    | ／ |
|    | ＼ |    | ／ |    |
|    |    | 角 |    |    |
|    | ／ |    | ＼ |    |
| ／ |    |    |    | ＼ |

|   |   | │  |   |   |
|   |   | │  |   |   |
| ─ | ─ | 飛 | ─ | ─ |
|   |   | │  |   |   |
|   |   | │  |   |   |

| ＼ |    |    |    | ／ |
|    | ＼ | ○  | ／ |    |
|    | ○  | 馬 | ○  |    |
|    | ／ | ○  | ＼ |    |
| ／ |    |    |    | ＼ |

|   |   | │  |   |   |
|   | ○ | │  | ○ |   |
| ─ | ─ | 龍 | ─ | ─ |
|   | ○ | │  | ○ |   |
|   |   | │  |   |   |

|  |  | │  |  |  |
|  |  | │  |  |  |
|  |  | 香 |  |  |
|  |  |    |  |  |
|  |  |    |  |  |

|  |  | │  |
|  |  | │  |
|  |  | 反 |
|  |  | │  |
|  |  | │  |

|  |   |    |   |  |
|  | ○ |    | ○ |  |
|  | ○ | 虎 | ○ |  |
|  | ○ | ○  | ○ |  |
|  |   |    |   |  |

|  |   |    |   |  |
|  | ○ | ○  | ○ |  |
|  |   | 豹 |   |  |
|  | ○ | ○  | ○ |  |
|  |   |    |   |  |

|  |   |    |   |  |
|  | ○ | ○  | ○ |  |
|  |   | 銅 |   |  |
|  |   | ○  |   |  |
|  |   |    |   |  |

|  |   |    |   |  |
|  | ○ | ○  | ○ |  |
|  |   | 銀 |   |  |
|  | ○ |    | ○ |  |
|  |   |    |   |  |

|  |   |    |   |  |
|  | ○ | ○  | ○ |  |
|  | ○ | 金 | ○ |  |
|  |   | ○  |   |  |
|  |   |    |   |  |

|  |   |    |   |  |
|  | ○ | ○  | ○ |  |
|  | ○ | 象 | ○ |  |
|  | ○ |    | ○ |  |
|  |   |    |   |  |

|   |   | ☆  |   |   |
|   | ○ |    | ○ |   |
| ☆ |   | 麒 |   | ☆ |
|   | ○ |    | ○ |   |
|   |   | ☆  |   |   |

| ☆ |   |    |   | ☆ |
|   |   | ○  |   |   |
|   | ○ | 鳳 | ○ |   |
|   |   | ○  |   |   |
| ☆ |   |    |   | ☆ |

| ＼ |    | │  |    | ／ |
|    | ＼ | │  | ／ |    |
| ─  | ─  | 奔 | ─  | ─  |
|    | ／ | │  | ＼ |    |
| ／ |    | │  |    | ＼ |

|  |   | │  |   |  |
|  | ○ | │  | ○ |  |
|  | ○ | 鹿 | ○ |  |
|  | ○ | │  | ○ |  |
|  |   | │  |   |  |

| ＼ |    | │  |    | ／ |
|    | ＼ | │  | ／ |    |
|    |    | 牛 |    |    |
|    | ／ | │  | ＼ |    |
| ／ |    | │  |    | ＼ |

| ＼ |    |    |    | ／ |
|    | ＼ |    | ／ |    |
| ─  | ─  | 猪 | ─  | ─  |
|    | ／ |    | ＼ |    |
| ／ |    |    |    | ＼ |

|    |    | │  |    |    |
|    |    | │  |    |    |
|    |    | 鯨 |    |    |
|    | ／ | │  | ＼ |    |
| ／ |    | │  |    | ＼ |

| ＼ |    | │  |    | ／ |
|    | ＼ | │  | ／ |    |
|    |    | 駒 |    |    |
|    |    | │  |    |    |
|    |    | │  |    |    |

|  |   |    |   |  |
|  | ○ | ○  | ○ |  |
|  | ○ | 王 | ○ |  |
|  | ○ | ○  | ○ |  |
|  |   |    |   |  |

|  |   |    |   |  |
|  | ○ | ○  | ○ |  |
|  | ○ | 太 | ○ |  |
|  | ○ | ○  | ○ |  |
|  |   |    |   |  |

Les trois pièces suivantes ont un mouvement spécial qui leur permet de se déplacer et même de capturer deux fois par tour.
| ＼ |    | ☆  |    | ／ |
|    | ＼ | !  | ／ |    |
| ─  | ─  | 鷹 | ─  | ─  |
|    | ／ | │  | ＼ |    |
| ／ |    | │  |    | ＼ |

| ☆  |    | │  |    | ☆  |
|    | !  | │  | !  |    |
| ─  | ─  | 鷲 | ─  | ─  |
|    | ／ | │  | ＼ |    |
| ／ |    | │  |    | ＼ |

| ○ | ○ | ○  | ○ | ○ |
| ○ | ○ | ○  | ○ | ○ |
| ○ | ○ | 獅 | ○ | ○ |
| ○ | ○ | ○  | ○ | ○ |
| ○ | ○ | ○  | ○ | ○ |

| ☆ | ☆ | ☆  | ☆ | ☆ |
| ☆ | ! | !  | ! | ☆ |
| ☆ | ! | 獅 | ! | ☆ |
| ☆ | ! | !  | ! | ☆ |
| ☆ | ☆ | ☆  | ☆ | ☆ |

### Échec et mat
Si un joueur joue un coup tel que la dernière pièce royale (roi ou prince héritier) peut être capturée au prochaine coup, on dit que le joueur met en échec ; le roi ou le prince héritier est dit en échec. Si un roi ou un prince héritier est en échec et qu'il n'existe pas de mouvement légal lui permettant de ne plus être en échec, le coup qui le met en échec est aussi dit mat et gagne la partie.
À la différence des échecs occidentaux, un joueur n'a pas d'obligation de ne pas rester en échec et peut même mettre sa pièce en échec. Bien sûr, même si ça n'est pas une bonne idée en général, un joueur avec plus d'une pièce royale peut parfois sacrifier une de ses pièces afin de réaliser un gambit.
Un joueur n'est pas autorisé à donner un échec perpétuel. Ça n'est pas une règle en soi mais une conséquence de la règle de répétition.

### Répétition
Un joueur ne peut pas jouer un coup si la position qui en résulte est déjà apparue dans la partie avec le même joueur dont c'est le tour de jouer. Notez que certaines pièces ont la capacité de passer dans certaines situations (un lion, si au moins une case directement adjacente à celui-ci est inoccupée, un faucon huppé, si la case juste devant lui est inoccupée, et un aigle ascendant, si au moins une des deux cases diagonales avant celui-ci est inoccupée). Passer un coup de cette façon laisse la position inchangée, mais ne transgresse pas la règle de répétition, car c'est ensuite au tour de l'adversaire de jouer. Bien sûr, deux coups passés consécutifs sont impossibles, car le premier joueur retrouverait la même position que précédemment.